# Chikkaganni, Channarayapatna
Chikkaganni là một làng thuộc tehsil Channarayapatna, huyện Hassan, bang Karnataka, Ấn Độ.